# Cathetorhinus melanocephalus
Genre
Espèce
Synonymes
- Typhlops melanocephalus (Duméril & Bibron, 1844)
- Ramphotyphlops melanocephalus (Duméril & Bibron, 1844)

Cathetorhinus melanocephalus, unique représentant du genre Cathetorhinus, est une espèce de serpents de la famille des Gerrhopilidae.

## Répartition
Cette espèce n'est connue que par son holotype d'origine incertaine. Selon Cheke, elle proviendrait de l'île Maurice.

## Description
L'holotype de Cathetorhinus melanocephalus mesure 180 mm. Son corps est brun foncé et sa tête noire.

## Étymologie
Son nom d'espèce, du grec ancien μέλας, mélas, « noir », et κεφαλή, képhalế, « tête », lui a été donné en référence à sa livrée.

## Publication originale
- Duméril & Bibron, 1844 : Erpétologie générale ou Histoire naturelle complète des reptiles. Librairie encyclopédique Roret, Paris, vol. 6, p. 1-609 (texte intégral).